# Liste der Flaggen im Kreis Siegen-Wittgenstein
| Kreis                     | Hissflagge                         | Banner | Kommentare |
| ------------------------- | ---------------------------------- | ------ | --- |
| Kreis Siegen-Wittgenstein | laut Hauptsatzung keine Hissflagge |        | Der Kreis führt folgendes Wappen: „Von Weiß (Silber) und Blau gespalten, vorn zwei schwarze Pfähle, hinten auf 7 gelbe (goldene) Längsschindeln ein gelber (goldener) rotbewehrter Löwe aufgelegt, im gelben (goldenen) Schildfuß vorn ein blaues schräg gestelltes Haubergsmesser, hinten über dem Griff des Messers eine blaue, rot brennende Grubenlampe.“ (verliehen am 1. Oktober 1999) […] Beschreibung des Banners: „Der Kreis hat folgende Flagge (gemeint ist ein Banner): Sie enthält im oberen Drittel auf weißem Feld das Kreiswappen. Die unteren zwei Drittel in den Farben blau, orange, werden durch eine schwarz-weiß geschachte Leiste gegen das obere Drittel abgesetzt.“ (Banner genehmigt am 1. Oktober 1999) |

## Städte und Gemeinden
| Stadt oder Gemeinde  | Hissflagge                         | Banner | Kommentare |
| -------------------- | ---------------------------------- | ------ | --- |
| Stadt Bad Berleburg  | laut Hauptsatzung keine Hissflagge |        | Genehmigt vom RP Arnsberg am 25. Juni 1976: Beschreibung des Banners:„Vorn Weiß und Schwarz im Verhältnis 1 : 1 längsgestreift, in der Mitte der oberen Hälfte der Wappenschild der Stadt.“ |
| Stadt Bad Laasphe    |                                    |        | Genehmigt vom RP Arnsberg am 16. Januar 1976: Beschreibung der Flagge: „Die Flagge ist in zwei gleich breiten Bahnen von Silber (Weiß) und Schwarz längsgestreift (gemeint ist quergestreift) und zeigt in der Mitte das Wappen der Stadt.“ Beschreibung des Banners:„Das Banner ist von Silber (Weiß) und Schwarz im Verhältnis 1:1 längsgestreift und zeigt in der Mitte des oberen Drittels das Wappen der Stadt.“ |
| Gemeinde Burbach     | laut Hauptsatzung keine Hissflagge |        | Genehmigt vom RP Arnsberg am 20. Juli 1970: Beschreibung des Banners: „Von Gelb zu Blau längsgestreift mit dem Gemeindewappen im Schild in der oberen Hälfte.“ |
| Gemeinde Erndtebrück | laut Hauptsatzung keine Hissflagge |        | Genehmigt vom RP Arnsberg am 25. März 1976: Beschreibung des Banners: „In drei Bahnen im Verhältnis 1 : 3 : 1 von Schwarz zu Weiß zu Schwarz längsgestreift, in der oberen Hälfte der mittleren Bahn der Wappenschild der Gemeinde.“ |
| Stadt Freudenberg    | laut Hauptsatzung keine Hissflagge |        | Genehmigt vom RP Arnsberg am 24. Juni 1970: Beschreibung des Banners:„Die Flagge (gemeint ist ein Banner) zeigt längsgestreift die Farben blau und gold (gelb) und in der oberen Hälfte das Stadtwappen.“ |
| Stadt Hilchenbach    | laut Hauptsatzung keine Hissflagge |        | Genehmigt vom RP Arnsberg am 13. April 1970: Beschreibung des Banners:„Das Banner der Stadt Hilchenbach zeigt auf einer gelben (orangefarbenen), von zwei schmalen, blauen Seitenstreifen begleiteten Bahn das Stadtwappen.“ |
| Stadt Kreuztal       |                                    |        | Genehmigt vom RP Arnsberg am 12. November 1970: Beschreibung der Flagge: „Gold/Blau im Verhältnis 1:1 längsgestreift (gemeint ist quergestreift) mit dem Stadtwappen in der Mitte.“ Beschreibung des Banners:„Gold/Blau im Verhältnis 1:1 längsgestreift, mit dem Stadtwappen in der oberen Hälfte.“ |
| Stadt Netphen        | laut Hauptsatzung keine Hissflagge |        | Genehmigt vom RP Arnsberg am 8. März 1974: Beschreibung des Banners:„Die Stadt führt eine Flagge. Die Flagge in Bannerform ist von blau zu gelb im Verhältnis 1:1 längs gestreift und zeigt in der Mitte des oberen Drittels den Wappenschild der Stadt Netphen.“ |
| Gemeinde Neunkirchen | laut Hauptsatzung keine Hissflagge |        | Genehmigt vom RP Arnsberg am 28. Oktober 1969: Beschreibung des Banners: „Die Flagge (gemeint ist ein Banner) zeigt auf einer schwarzen, von zwei gelben Seitenstreifen im Verhältnis 1:3:1 begleiteten Bahn über die Mitte nach oben geschoben das Wappen der Gemeinde.“ |
| Kreisstadt Siegen    |                                    |        | Genehmigt vom RP Arnsberg am 20. August 1975: Beschreibung der Flagge: „Von Blau und Gelb („Orange“) im Verhältnis 1 : 1 längsgestreift (gemeint ist quergestreift), mit dem Stadtwappen in der Mitte.“ Beschreibung des Banners:„Von Blau und Gelb („Orange“) im Verhältnis 1:1 längsgestreift, in der Mitte des oberen Drittels der Wappenschild der Stadt.“                                                        |
| Gemeinde Wilnsdorf   | laut Hauptsatzung keine Hissflagge |        | Genehmigt vom RP Arnsberg am 9. Mai 1973: Beschreibung des Banners: „Die Flagge in Bannerform von Blau-Gelb.Blau ist im Verhältnis 1 : 3 : 1 längsgestreift und zeigt den Wappenschild der Gemeinde Wilnsdorf in der oberen Hälfte der mittleren Bahn.“ |